# Meioneta boninensis
Meioneta boninensis là một loài nhện trong họ Linyphiidae.
Loài này thuộc chi Meioneta. Meioneta boninensis được Kendo Saito miêu tả năm 1982.